# Burriac
|  | Per a altres significats, vegeu «Burriac (desambiguació)». |

El Burriac és un turó que s'alça entre les poblacions de Mataró, Argentona i Cabrera de Mar, d'uns 392 metres d'altitud. El cim del turó és un bon mirador de la costa central catalana, s'observa la costa fins al Montjuïc a llevant i el Montnegre a ponent. Al nord s'observa la depressió del Vallès i el Montseny. Les principals vies d'ascenció són des d'Argentona pel sender local SL-C 144 o des de Cabrera de Mar pel sender local SL-C 115.
Està inclòs a la llista de 100 cims de la FEEC.

## Particularitats
El turó és un indret emblemàtic de la comarca del Maresme, ben a prop del cim s'hi troben les restes arqueològiques del poblat ibèric, el fortí romà i el castell medieval homònim.

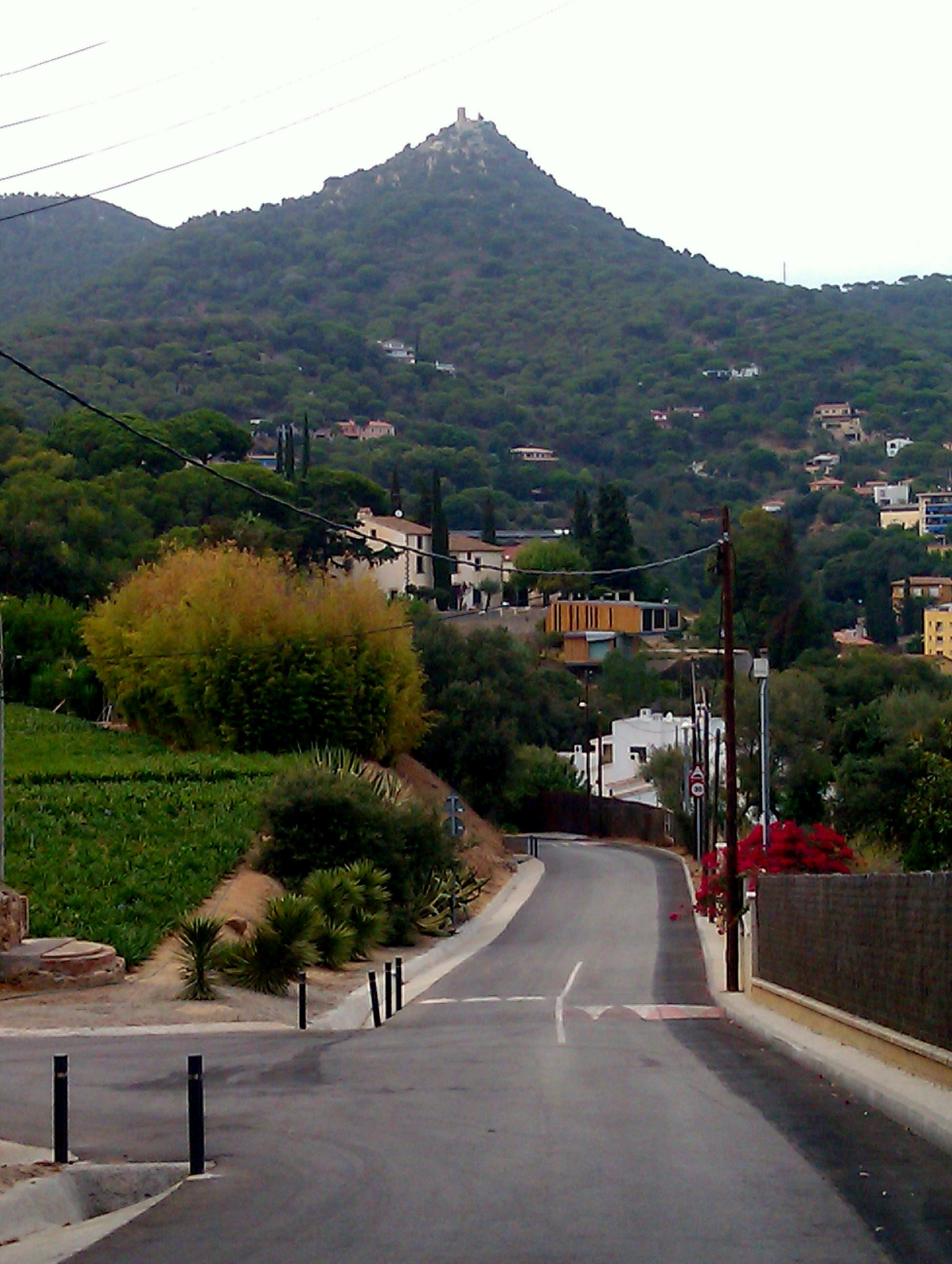
Burriac, des de Cabrera de Mar